# Українська партія шанувальників пива
Українська партія шанувальників пива (УПШП) — політична партія в Україні. Установчий з'їзд партії відбувся 4 квітня 1992. Зареєстрована Міністерством юстиції України 08.05.1992 (свідоцтво N 243).
УПЛП — нечисленна і непредставницька партія. Кількість її членів — була не більше 1, 5 тис. осіб. Найбільші партійні осередки були створені в Києві, Одесі, Кривому Розі, Запоріжжі, Миколаєві та інших обласних центрах.
Партія не брала участі у виборах до Верховної Ради в 1994: мала незначне представництво в органах місцевого самоврядування.
Блокувалася з партіями центристської та помірної націонал-демократичної орієнтації. Влітку 1997 брала участь у створенні виборчого об'єднання «Вільні демократи», в яке крім неї, увійшла Ліберально-демократична партія України і Партія вільних селян.
Свого друкованого органу не мала.
Очолювали партію троє співголів: В. Єрмаков (тоді — голова Держкомітету України у справах захисту споживачів), П. Сергієнко (голова СП «Крипп»), П. Тарновський (генеральний директор фірми «Алімекс»), відповідальний секретар партії — О. Зирянов.
Керівний орган партії — Вища рада.
Пиво як ознака демократичності, спілкування, екологічності та об'єднання було символом партії. УПЛП сповідувало ліберально-демократичну політичну орієнтацію. Мета партії — формування в Україні громадянського суспільства на принципах приватного підприємництва, ринкових відносин та загальнолюдських цінностей. Домагаючись реалізації цієї задачі партія мала намір, зокрема й через відтворення цивілізованого типу любителів пива. В економічній сфері виступала за розвиток приватного сектору та підприємництва, допущення іноземного капіталу в Україну, розвиток сільського господарства — на основі приватної власності на землю. В галузі національних відносин партія відстоювала рівність усіх людей незалежно від їх національності, походження, місця народження і віросповідання.
У 2000 році Українська партія шанувальників пива змінила назву на Партію підтримки вітчизняного товаровиробника.
21 січня 2001 на Форумі національно-демократичних сил України партія стала співзасновником громадсько-політичного об'єднання національно-демократичних сил «Українська Правиця», куди ввійшли Всеукраїнське об'єднання «Батьківщина», УНР, УНП «Собор», УРП, СНПУ, УХДП, ХНС, УНКП і 43 громадські організації.